# 少女 (湊かなえ)
『少女』（しょうじょ）は、湊かなえによる日本の小説。『告白』に次ぐ著者の第2作目にして書き下ろし作品である。
『告白』に比べ台詞が多く、ユーモラスな箇所とブラックな箇所が混在している。基本的に由紀視点、敦子視点のエピソードが交代で書かれている。本作は「由紀と敦子のヒューマンドラマ」で、ミステリー要素は少ないと思われるが、最後の最後で衝撃的な事実が判明することから「ヒューマンミステリー」と位置づけられる。
2010年、『告白』同様に漫画版が製作されている。
2016年、映画版が公開（後述）。

## あらすじ
高校2年の夏休み前、桜井由紀と草野敦子はある話を聞いた。親友の自殺を目撃したことがあるという転入生の紫織からの告白を、ある種の自慢のように感じた由紀は「自分なら死体ではなく、人が死ぬ瞬間を見てみたい」と思うようになる。自殺を試みたことがある敦子は、死体を見たら、死を悟ることができ、強い自分になれるのではないかと考える。二人とも相手には告げずに由紀は病院へボランティアに行き重病の少年の死を、敦子は老人ホームで手伝いをし入居者の死を目撃しようとする。
—死の瞬間に立ち会うために。—
高校2年の少女たちの衝撃的な夏休みを描く長編ミステリー。

## 登場人物

### 主要人物
桜井由紀
桜宮高等学校2年の女子高生。ニヒルで冷静な性格で、親友の敦子からは何を考えているか分からないと思われている。認知症の祖母を両親と共に介護していた。一つ年上の牧瀬と交際している。
敦子をモデルに書いた小説を、元担任の小倉に盗作される。ある事情から左手が不自由になり、握力が3kgしかない。
草野敦子
桜宮高等学校2年の女子高生。天真爛漫で、少々空気が読めない性格。
元剣道部で、有名私立への推薦も決まっていたが、中学最後の県大会で2勝2敗のところを惜敗して以来、学校裏サイトに自分の悪口が書かれていないか見に行くのが日課になっている。
過度の不安症で、神経質でもあり、過呼吸で倒れることがある。
おっさん
本名は「高雄孝夫」。敦子には「おっさん」と呼ばれている。
特別養護老人ホーム、シルバーシャトーに勤務する中肉中背の中年男性。敦子曰く、外国の映画に出てきそうな日本人代表。
必要最低限のことしか喋らず、地面ばかり見ていて暗い性格。文学愛好家で、バツイチ。
田中昴
S大学付属病院の小児病棟に入院している小学5年生。
「タッチー&昴」と、マイフレンドフォーエバーで声優を務めたアイドルに重ねられている。か細く、綺麗な顔をした男の子。タッチーから手術の成功率が7%と教えられ、由紀の目的の対象となる。
タッチー（肉まん）
「タッチー&昴」のタッチー。由紀からは、その風貌から肉まんと呼ばれる。
太一からタッチーとされているが…。
昴の手術前に、両親が離婚してから会っていない父親と会わせてあげたいと由紀に懇願する。

### その他の人物
紫織
2年に黎明館高校から桜宮に編入してきた転校生。
親友の死を由紀と敦子に語る。
小倉
由紀と敦子の元担任の国語教師。本職は作家と自称している。
由紀の作品、「ヨルの綱渡り」を盗作して、新人文学賞を受賞する。作家活動に専念するため退職するが、「事故」により死亡。黎明館の女生徒と交際していた。
牧瀬
このあたりで一番偏差値の高い男子校に通う、由紀の交際相手。
電車のホームで投身自殺を目撃して以来、由紀たちと同じように死を目の当たりにしたいと思っている。
高3の夏に数Ⅰ基礎をやっているなどあまり成績は良くなく、会話の内容も程度が低いため、調子のいいバカと思われている。
実際は、サイコパス的な凶暴さや反社会的性格を持っている。
大沼さん
シルバーシャトーの介護スタッフ。
リーダーで、ボランティアの敦子の指導を担い、高雄と一緒に仕事をするように命じる。
敦子曰く、30代半ばできりっとしたおばさん。
小沢さん
シルバーシャトーの介護スタッフ。
敦子曰く、40代くらいのおばさん。
由紀の祖母
姓は水森。認知症でシルバーシャトーに入居している。由紀のことを「フジオカ」と呼ぶ。
岡田さん
読み聞かせボランティア団体「小鳩会」の代表。厚化粧に重そうな体、赤い口紅をべっとりと塗り、おばさん臭を漂わせている。聞いたことのない宗派の「アーメン系」。
赤ずきんやさるかに合戦の残酷な結末をハッピーエンドに脚色する。
三条
三条ホームの社員。
由紀が昴の父親を探す際に展示場に夜8時に来ることを条件に情報を提供すると言う中年男性。
星羅
黎明館高校の生徒で、紫織の親友。
別の学校の教師と交際しているのを、裏サイトに書かれ槍玉にあげられ、自殺する。

## 刊行情報
- 単行本：2009年1月20日発売、早川書房、ISBN 978-4-152-08995-3[1]
- 文庫本：2012年2月16日発売、双葉文庫、ISBN 978-4-575-51483-4[2]

## 漫画
岩下慶子の作画により『デザート』（講談社）系列の雑誌にてコミカライズされた。2016年には実写映画化に合わせて新装版が刊行された。
- 湊かなえ（原作）・岩下慶子（漫画）『少女』講談社〈KCデラックス〉2010年1月22日発売、全1巻、ISBN 978-4-06-375878-8[3]
- 湊かなえ（原作）・岩下慶子（漫画）『少女 新装版』講談社〈KCデラックス〉2016年8月12日発売、全1巻、ISBN 978-4-06-393044-3[4]

## 映画
同名タイトルで、映画化作品が2016年10月8日公開。監督は三島有紀子。

### キャスト
桜井由紀
演 - 本田翼（子供時代：渡邊このみ）
桜宮女学院2年生
草野敦子
演 - 山本美月（子供時代：原涼子）
桜宮女学院2年生
桜井義孝
演 - 二階堂智
由紀の父親
桜井慶子
演 - 川上麻衣子
由紀の母親
水森正代
演 - 白川和子
由紀の祖母
敦子の母
演 - 佐藤真弓
敦子の父
演 - 小嶋尚樹
牧瀬光
演 - 真剣佑
由紀の恋人
滝沢紫織
演 - 佐藤玲
黎明館高校からの転校生
小倉一樹
演 - 児嶋一哉
桜川女学院の国語教師
高雄孝夫
演 - 稲垣吾郎
老人ホームの職員
ヘルパー
演 - 占部房子、星野園美、広澤草、岩橋道子、大塚加奈子
老人ホームのヘルパー
滝沢芳也
演 - 菅原大吉
昴の父親の所在を知る男
岡田恵美
演 - 銀粉蝶
病院のスタッフ
昴（遠野昴）
演 - 中村瑠輝人
小児病棟の入院患者
太一（竹中太一）
演 - 山田日向
小児病棟の入院患者
生徒
演 - 石橋静河、土居志央梨、小林麗菜、浅野望、飯村未侑、水田萌木、小山莉奈
メイポールダンスを踊る生徒

### スタッフ
- 原作 - 湊かなえ「少女」（双葉文庫）
- 監督 - 三島有紀子
- 脚本 - 松井香奈、三島有紀子
- 音楽 - 平本正宏
- 主題歌 - GLIM SPANKY「闇に目を凝らせば」[9]
- 撮影 - 月永雄太
- 照明 - 斉藤徹
- 録音 - 浦田和治
- 編集 - 加藤ひとみ
- 美術 -  黒龍きみえ
- アクションコーディネーター - 野口彰宏
- ダンス指導 - 宮河愛一郎
- 剣道指導 - 永島宗行
- 水中演技指導 - 松元恵
- 企画プロデューサー - 森川真行、柳迫成彦
- プロデューサー - 石塚清和、齋藤寛朗、清家優輝
- 配給 - 東映
- 製作 - 「少女」製作委員会（東映、木下グループ、ポニーキャニオン、パルコ、ファインエンターテイメント、BS日テレ、双葉社、朝日新聞社、ユニバーサルミュージック、日本出版販売、アルマックスジャパン）

### ロケ地
- 豊橋市（桜丘中学校・高等学校 (愛知県) 他）
- 蒲郡市（蒲郡市民体育センター武道館・形原太陽の家 他）など
- 豊川市
- 田原市
- 東栄町